# Bertilo Wennergren
 (janvier 2021).
Si vous disposez d'ouvrages ou d'articles de référence ou si vous connaissez des sites web de qualité traitant du thème abordé ici, merci de compléter l'article en donnant les références utiles à sa vérifiabilité et en les liant à la section « Notes et références ».
Bertilo Wennergren (en suédois : Bertil Wennergren, prononciation [VEN-er-gren]), est un espérantophone suédois né le 4 octobre 1956.

## Biographie
Parlant l'espéranto depuis 1980, il devient membre de l'Académie d'Espéranto en 2001, et occupe le poste de directeur de la section du Dictionnaire général de l'Académie. Il est l'auteur du Plena Manlibro de Esperanta Gramatiko (PMEG, « Manuel complet de grammaire de l'espéranto »), ainsi que de Landoj kaj lingvoj de la mondo (« Pays et Langues du monde »), et d'un manuel en suédois d'enseignement de l'espéranto.
Batteur, Wennergren a été membre du groupe Amplifiki, et est actuellement membre du groupe Persone (percussions, voix accompagnement, guitare) . En 2002 il a épousé l'espérantiste Birke Dockhorn (eo). Il vit à Séoul (Corée du Sud), et passe quelque temps chaque année dans le village de Schossin, dans le nord de l'Allemagne.
Le 19 décembre 2006, la revue La Ondo de Esperanto l'a désigné comme « Espérantiste de l'année » 2006, en témoignage de reconnaissance pour le PMEG.
De nombreux espérantophones ont rejoint la Wikipédia en espéranto. Au moins trois contributeurs sont membres de l’Académie d’espéranto, Gerrit Berveling, John C. Wells, et Bertilo Wennergren.